# 젠코
젠코(Genco, Inc., 株式会社ジェンコ, Kabushiki-gaisha Jenco)는 1997년 3월 3일에 설립된 일본 애니메이션 제작 기업이다. 마키 타로가 대표하는 본사는 도쿄 미나토구 롯폰기에 있다. 수많은 애니메이션 시리즈를 제작하고 독창적인 창작물을 공동 제작했으며 여러 프로젝트에 대해 공동 작업을 수행했다.

## 제작
- 파이팅! 대운동회
- Serial experiments lain
- 인형공주 리카
- 우주해적 미토의 대모험
- 아즈망가 대왕
- 멋지다 코니
- 에이리언9
- 천년여우
- 파루무의 나무
- 7인의 나나
- 일기당천
- 키노의 여행
- 크리스마스에 기적을 만날 확률
- 선생님의 시간
- DearS
- 엘펜리트
- 현시연
- 철인 28호 (2004년 애니메이션)
- 허니와 클로버
- 페토페토 씨
- 제로의 사역마
- 히토히라
- 키미키스
- 노다메 칸타빌레
- 철인 28호
- 사후편지
- 토라도라!
- 마리아†홀릭
- 언젠가는 대마왕
- 해파리 공주
- 오오카미 씨와 7명의 동료들
- 백화요란 사무라이걸즈
- 액셀 월드
- 그 여름에서 기다릴게
- 하이스쿨 D×D
- 익시온 사가 DT
- 소드 아트 온라인
- 골든타임 (소설)
- 알바 뛰는 마왕님!
- 금빛 모자이크
- 사쿠라장의 애완 그녀
- 섬란 카구라 -소녀들의 진영-
- 기교소녀는 상처받지 않아
- 극흑의 브룬힐데
- 단칸방의 침략자!?
- 던전에서 만남을 추구하면 안 되는 걸까
- 야한 이야기라는 개념이 존재하지 않는 지루한 세계
- 게이트 - 자위대. 그의 땅에서, 이처럼 싸우며
- 감옥학원
- 도사의 무녀
- 소드 아트 온라인 얼터너터브: 건 게일 온라인
- 마법소녀 나
- 해피 슈가 라이프
- 하늘과 바다 사이
- 마술사 오펜
- 플루토 (만화)